# جون-جو أوتول
جون-جو أوتول (بالإنجليزية: John-Joe O'Toole) هو لاعب كرة قدم بريطاني في مركز الوسط، ولد في 30 سبتمبر 1988 في هارو ‏ في المملكة المتحدة. شارك مع منتخب جمهورية أيرلندا تحت 21 سنة لكرة القدم. أما مع النوادي، فقد لعب مع شيفيلد يونايتد وكولتشستر يونايتد ونادي بريستول روفيرز ونادي ساوثيند يونايتد ونادي واتفورد ونورثامبتون تاون وويلدستون.

## وصلات خارجية
- جون-جو أوتول على موقع قاعدة بيانات كرة القدم.إي يو (الإنجليزية)
- جون-جو أوتول على موقع Soccerbase.com (لاعب) (الإنجليزية)
- جون-جو أوتول على موقع Soccerway.com (الإنجليزية)